# Рефрижераторный вагон

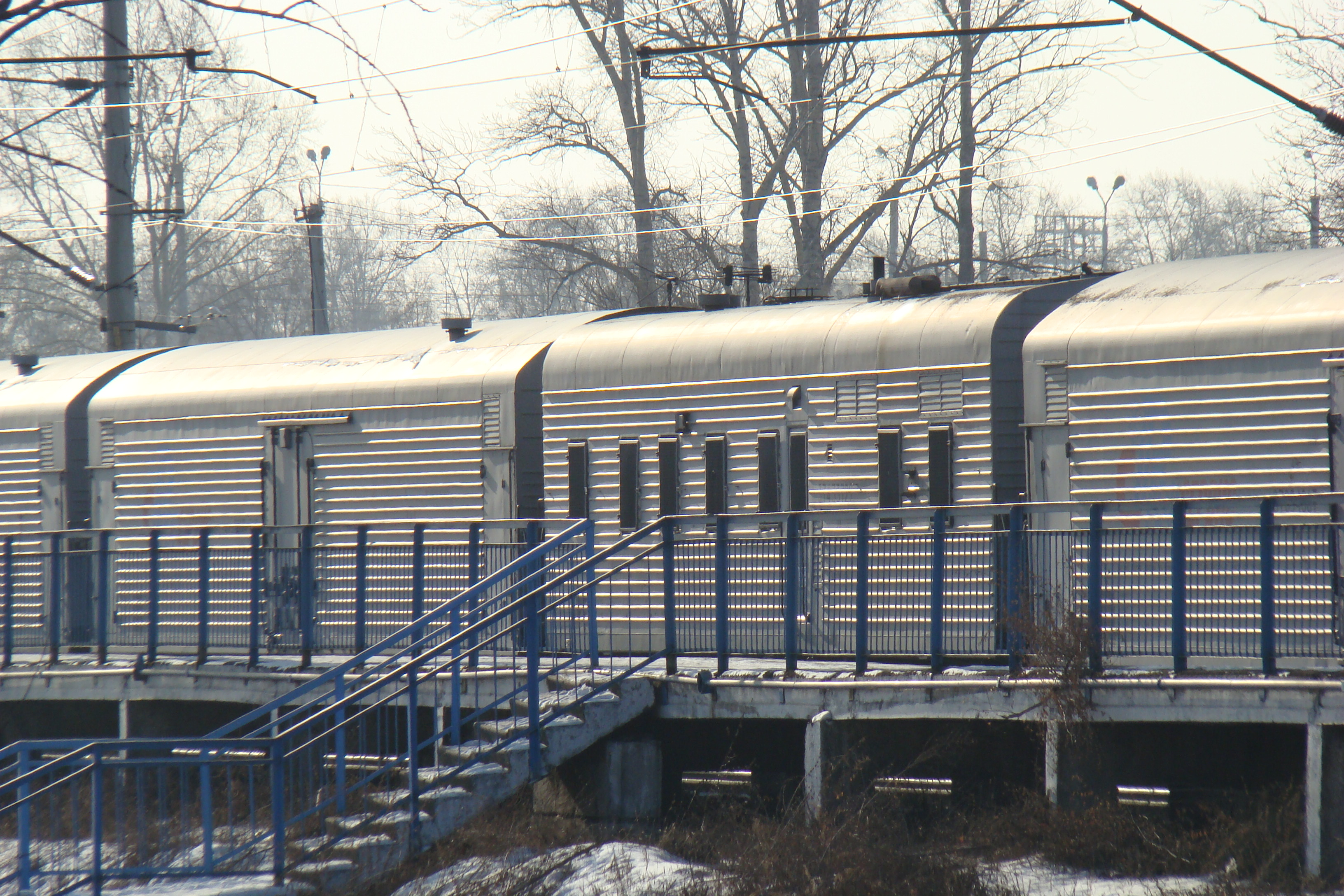
Пятивагонная рефрижераторная секция ZB-5 в составе поезда

Рефрижераторный вагон (от лат.  охлаждаю) — универсальный крытый вагон для перевозки скоропортящихся грузов, длительное хранение которых возможно только при пониженных температурах (часто при ниже 0°C).
Для соблюдения условий, при которых груз не подвергается воздействию физико-химических и биогенных факторов, снабжён холодильной подсистемой.
Основная доля перевозок скоропортящихся грузов по железным дорогам приходится на дальность более 600 км. Большинство из них составляют продукты питания.
Рефрижераторные вагоны — это изотермические вагоны, имеющие цельнометаллический кузов с хребтовой балкой и термоизоляционной прослойкой, защищающей внутреннее пространство вагона (и, следовательно, груз) от теплового воздействия извне. Основным отличием от других изотермических вагонов является наличие машинного охлаждения и электрического отопления. В холодильных машинах рефрижераторного подвижного состава используют в качестве хладагентов аммиак, хладон, электропитание происходит от дизель-генераторов. Для отопления используются электрические печи. Также рефрижераторы включают в себя устройства принудительной циркуляции воздуха и вентиляции грузового помещения. Ходовая часть — двухосные бесчелюстные тележки с рессорами Галахова типа КВЗ-И2 с базой 2400 мм. Оборудованы они буксами c роликовыми подшипниками.
Рефрижераторный подвижной состав классифицируется: по составности — поезда (23- и 21-вагонные), секции (12- и 5-вагонные) и автономные вагоны. По типу хладагента холодильной установки — аммиачные и хладоновое. По системе хладоснабжения — групповой и индивидуальной (автономной). При групповой системе холод вырабатывается аммиачными холодильными установками, размещёнными в центральном вагоне, и в грузовые вагоны-холодильники передаётся по рассольной системе при помощи хладоносителя (раствор хлористого кальция СаСl2), при индивидуальной — грузовые вагоны охлаждаются собственными холодильными установками, размещёнными в каждом из них.
В мире на 1997 год использовалось около 80 тысяч рефвагонов, 60 % из них на территории СНГ.

## Автономные рефрижераторные вагоны
Автономные рефрижераторные вагоны имеют автоматизированное холодильное и энергетическое оборудование. Делится на грузовое помещение и два машинных отделения в торцовых частях. Дизель-генератор и топливный бак смонтированы на общей выдвижной раме, что позволяет демонтировать агрегат через боковую дверь машинного отделения. Нагревательный прибор, работающий на жидком топливе, предназначен для подогрева дизеля перед запуском при низких температурах. На дизель-генераторе смонтирован распределительный щит с приборами контроля и автоматики. Холодильная установка размещена под крышей вагона в перегородке, которая отделяет грузовое помещение от машинного отделения. Со стороны грузового помещения расположен воздухоохладитель с вентиляторами и электронагревателем, а со стороны машинного отделения — компрессорно-конденсаторный агрегат с распределительным щитом. Холодильную установку при необходимости можно через дверцы в торцовой стене демонтировать. 

В одном из машинных отделений около топливного бака на продольной стене вагона расположен главный распределительный щит для управления работой оборудования, а также для установки температурного режима в грузовом помещении. Холодный воздух нагнетается вентиляторами в пространство между крышей вагона и ложным потолком и через щели в нём попадает в грузовое помещение. Он обтекает груз, под напольными решётками проходит к вертикальному каналу между щитами и торцовыми стенами вагона, засасывается вытяжными вентиляторами и, пройдя через воздухоохладитель, вновь нагнетается в пространство под ложным потолком. Аналогично циркулирует воздух и при отоплении вагона, только в этом случае вместо холодильных машин включаются электропечи. Свежий воздух засасывается вентиляторами через отверстия в торцовых стенах, удаляется через дефлекторы. Для удаления воды и конденсата в полу грузового помещения расположены сливные отверстия. Автономные рефрижераторные вагоны оборудованы пролётной электромагистралью для электропневматического тормоза, что позволяет прицеплять его к пассажирскому поезду, и стояночным тормозом. Разновидность автономного рефрижераторного вагона (АРВ) — автономные рефрижераторные вагоны со служебным помещением (АРВ-Э).

## Групповой рефрижераторный подвижной состав
Групповой рефрижераторный подвижной состав (ГРПС), рефрижераторные поезда, рефрижераторные секции, включает вагон-холодильную станцию и дизель-электростанцию, а также служебный вагон или отделение. 

Холод вырабатывается аммиачными холодильными установками, размещёнными в центральном вагоне, и в вагоны-холодильники передаётся по рассольной системе при помощи хладоносителя (раствор хлористого кальция СаСl2). Грузовые помещения охлаждают при помощи батарей, расположенных под потолком. По батареям циркулирует рассол, предварительно охлаждённый в испарителе вагона-машинного отделения. 

Для обогрева в зимнее время предусмотрены электропечи, расположенные у торцовых стен кузова. Мощность каждой печи 4 кВт. Включаются они автоматически термостатами, а также с центрального пульта управления в вагоне-дизель-электростанции и переключателем, расположенным в подвагонном аппаратном ящике каждого вагона-холодильника. 

Под потолком вагона расположены каналы для охлаждённого и тёплого воздуха. Циркуляция его осуществляется электрическими вентиляторами, расположенными в концах кузова. Управляют ими с центрального пульта в вагоне-дизель-электростанции переключателем. Не исключается и естественная циркуляция благодаря разной плотности холодного и тёплого воздуха. Для вентилирования грузового помещения свежим воздухом на одной из торцовых стен расположен вентилятор. Включают его с центрального пульта в вагоне-дизель-электростанции. Отсасывают воздух из грузового помещения два дефлектора, установленных на крыше. Внутренняя облицовка стен выполнена из гофрированного стального оцинкованного листа, на резиновый настил пола уложены металлические решётки, которые можно поднять и закрепить вертикально у продольных стен.

### Секции

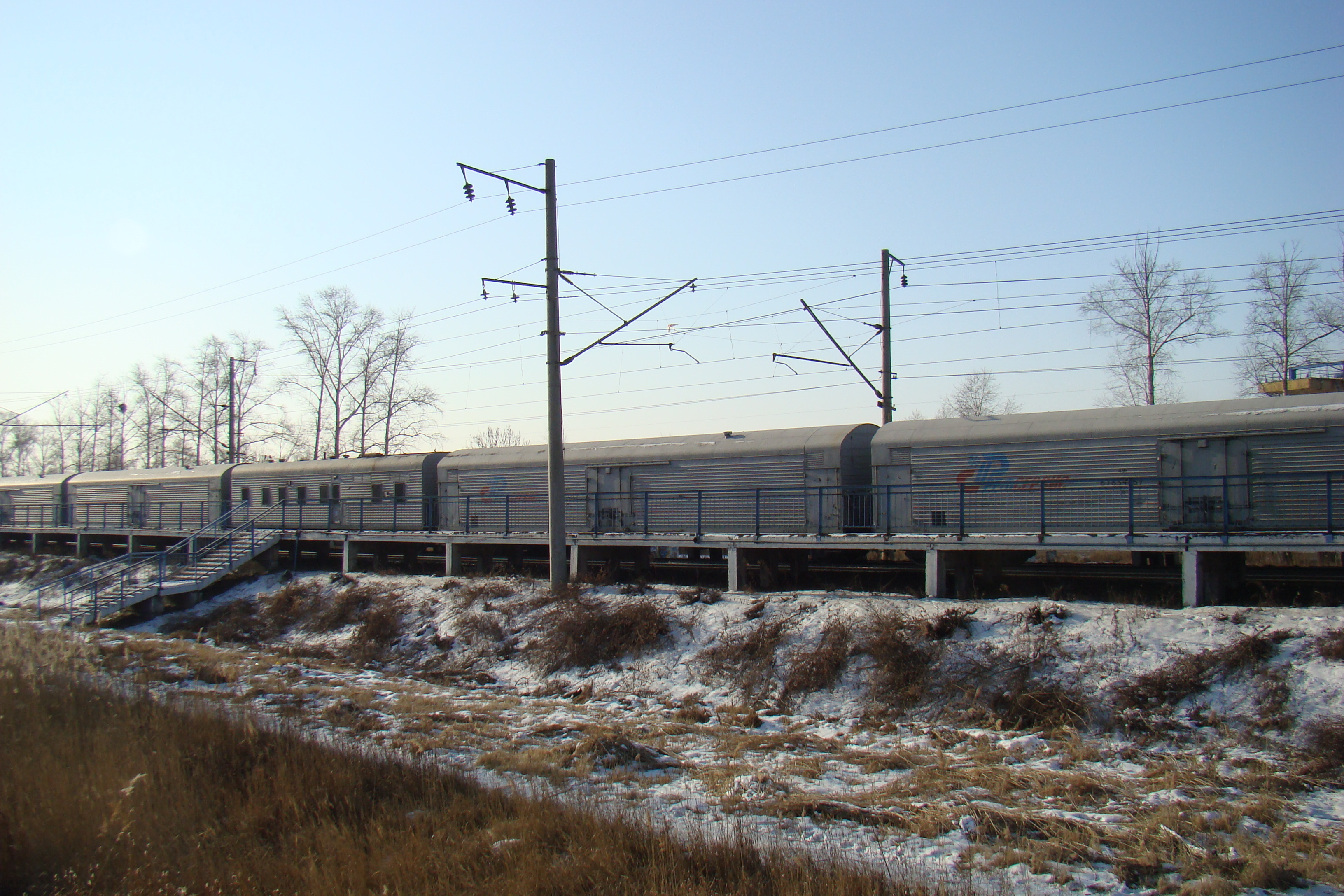
Пятивагонная секция: посередине — служебный вагон с жилыми помещениями и дизель-генераторными установками

Пятивагонные секции БМЗ общим объёмом 160—200 тонн состоят из 4 вагонов-рефрижераторов, каждый из которых имеет машинное отделение с двумя холодильными установками одноступенчатого сжатия, работающих на фреоне-12 (хладоне). Вагон Д, находящийся в середине секции, имеет дизель-генераторное отделение, в котором размещены дизель-генераторы и главный распределительный щит, а также бытовые помещения для обслуживающего персонала. 

Секции типа ZB-5 постройки ГДР состоит из четырёх грузовых и одного дизельного вагонов. В дизельном вагоне размещены 2 главных дизель генератора и 1 вспомогательный, кабина управления, а также бытовые помещения для обслуживающего персонала. В составе секции — вагоны-холодильники стандартной серии — все основные их узлы (рама, стены и крыша), а также расположение машинных установок, изоляция и оборудование грузового помещения максимально унифицированы. Холодильные машины вагонов-холодильников обычно работают автоматически по командным импульсам установки для выбора температурного режима. При необходимости можно управлять ими вручную из кабины управления дизельного вагона (по иронии судьбы, именно ручной режим оказался наиболее востребован, на большинстве секций автоматический режим никогда не включался, кроме проверки его функционирования, так как усложняет жизнь бригаде учащением ТО двигателей и увеличением расхода топлива). Термостаты поддерживают необходимый температурный режим в грузовых помещениях, включая или выключая холодильные или отопительные установки. Холодильные агрегаты питаются энергией от дизельного вагона через штепсельные соединения, расположенные на торцевых стенах. Стены грузовых помещений выполнены из оцинкованной листовой стали с вертикальными гофрами. Часть секций ZB-5 была переоборудована в секцию с 5 и 8 грузовыми вагонами, секции 4-3252, 4-3253 были выпущены с грузовыми вагонами аналогичной конструкции с термосами серий 800 (тип кузова «сендвич») 

Секции типа ZA-5 состояла также из пяти грузовых вагонов, два из них комбинированные: в одном, помимо грузового — служебное (жилое) отделение, в другом — электростанция и щит управления. 

12-вагонная секция состояла из 10 вагонов-холодильников, вагона дизель-электростанции со служебным отделением и вагона-машинного отделения.

### Поезда
21-вагонные поезда включают три специальных вагона: дизель-электростанцию, машинное отделение и служебный, расположенных в середине состава и соединённых между собой закрытыми переходами. Каждый вагон поезда имеет порядковый номер и определённое место в схеме формирования, их перестановка не допускается. Одна из тележек служебного вагона имеет колёсную пару со шкивом для привода подвагонного генератора. Все вагоны оборудованы автоматическими тормозами. 

В вагоне дизель-электростанции установлены четыре основных дизель-генератора и один вспомогательный. Внутри этот вагон разделён на три отделения. Под рамой подвешены четыре бака для дизельного топлива общей ёмкостью 7300 л. Часть топливных баков размещается под вагоном-холодильником. В вагоне-машинном отделении смонтированы две аммиачные холодильные установки двухступенчатого сжатия, обслуживающих каждая свою половину. В служебном вагоне предусмотрены купе, кухня, душевые, туалетные отделения и небольшая слесарная мастерская. Отопление вагона водяное. 

Поезд обеспечивает перевозку скоропортящихся грузов при температуре помещения от −10 до +14 °C. 

23-вагонные поезда имеют вагон с машинным отделением, вагон дизель-электростанцию и служебный вагон, размещённые одной группой в середине состава. По обе стороны к ним примыкают по 10 грузовых вагонов-холодильников. 

Холодильное и энергосиловое оборудование поезда обеспечивает поддержание температуры воздуха в вагонах от −8 до +6 °C при температуре наружного воздуха от −45 до +30 °C и охлаждение плодоовощей за 120 часов с +25 до +4 °C.

## Заводы-изготовители (производство для бывшего Союза ССР)
БМЗ — Брянский машиностроительный завод — первый в государстве начал выпуск рефрижераторных секций (с 1965 по 1990(?) годы)
- РС-5 — пятивагонная рефрижераторная секция позволяет поддерживать температуру перевозимых грузов от +14 °C до −20 °C при температуре наружного воздуха от −50 °C до +38 °C. Состоит из четырёх грузовых — тип 840, модель 16-3000, дизельный вагон — тип 376, модель 16-3001.
- 16-3045 — двухкамерная рефрижераторная секция — наличие двух независимых камер позволяет одновременно хранить два разных вида продуктов в разных режимах, например, один при отрицательной, а другой — при положительной температуре.

FTD Fahrzeugtechnik Dessau AG (бывшая ГДР) — производил рефсекции и рефпоезда для стран СЭВ
- пятивагонные секции типа ZB-5 и ZA-5
- АРВ и АРВЭ — автономные рефрижераторные вагоны

## Техническое обслуживание

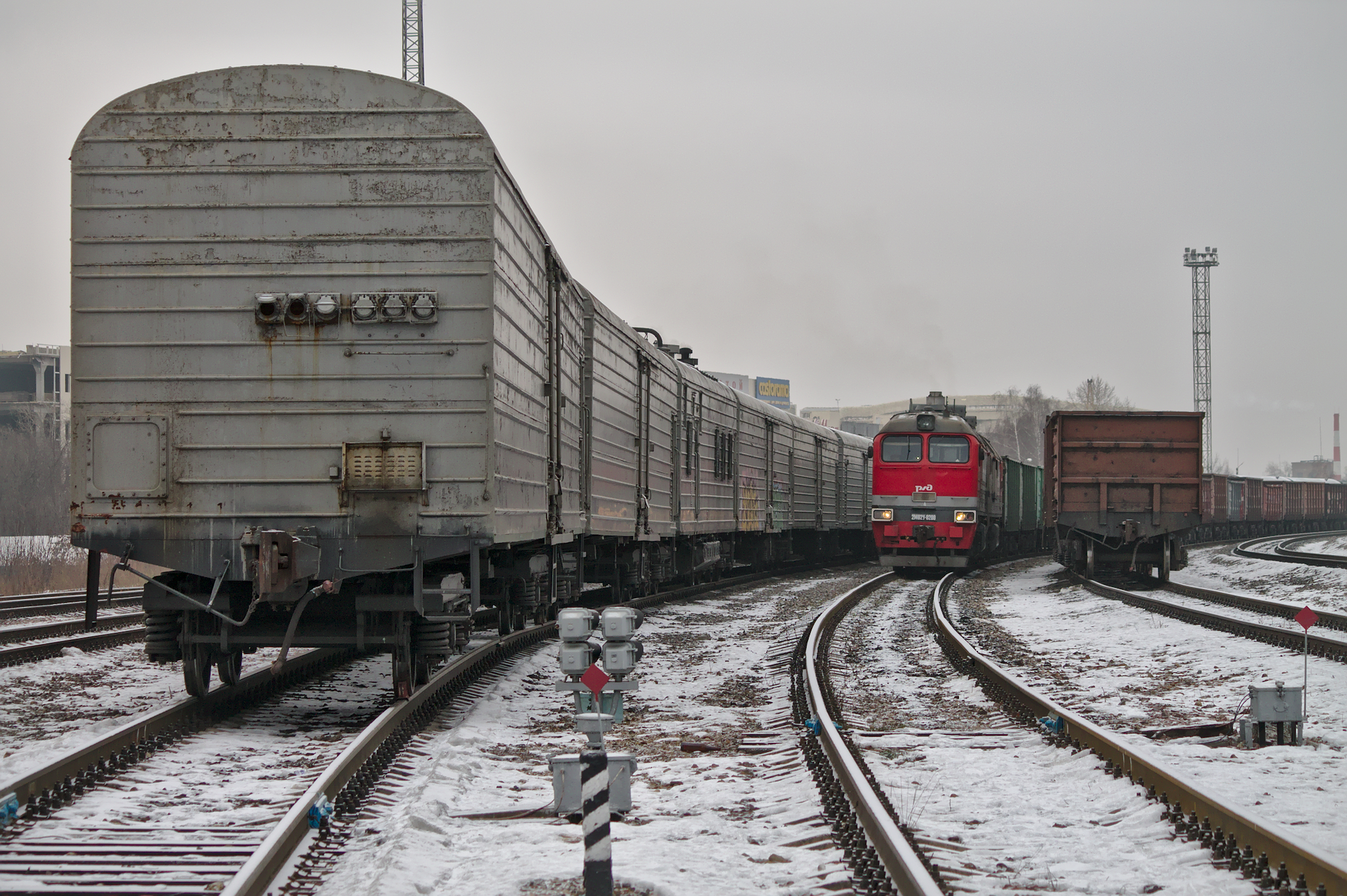
Рефрижераторные вагоны на станции Ростокино.

Колебания температуры при перевозке мороженых грузов могут вызвать перекристаллизацию замёрзшей в них воды, в результате чего ледяные кристаллы увеличиваются в размерах и вызывают изменение структуры тканей, а, следовательно, и качества продуктов. При более значительных колебаниях может произойти оттайка и порча груза. Поэтому основной задачей технического обслуживания рефрижераторного подвижного состава является обеспечение постоянной температуры в грузовых помещениях вагонов. Колебания температуры воздуха в рефрижераторных вагонах возникают из-за двухпозиционной системы регулирования температуры в грузовых помещениях (пуск и остановка холодильных установок), оттайки снеговой «шубы» с воздухоохладителя, а также ручного способа управления работой холодильных машин.
Хотя во всех типах рефрижераторного состава имеются термостаты в грузовых вагонах, на поездах и секциях они практически не используются, так как при автоматическом управлении требуется непрерывная работа дизель-генераторов с ручным запуском. В этом случае увеличивается расход топлива, износ дизелей, требуется непрерывное наблюдение за работой оборудования.
Рефрижераторные поезда и секции обслуживают сопровождающие их поезда бригады. К каждому поезду или секции приписаны две сменные бригады, которые меняются, как правило, через 45 суток. Приём-сдача поезда (секции) производится в порожнем состоянии и лишь в исключительных случаях (по указанию начальника депо) — в гружёном. Продолжительность передачи не должна превышать 3 часов. Состав бригады устанавливает РЖД. Для 5-вагонной секции они состоит из 3-х человек (2-х механиков и начальника секции). Пятивагонные секции последних лет постройки с надёжным энергохолодильным оборудованием, с высокой степенью автоматизации и хорошими теплоизоляционными качествами грузовых вагонов обслуживаются бригадами из двух человек (механиков, один из них совмещает функции начальника секции). Рефсекции, принадлежащие коммерческим структурам (не входящим в РЖД) часто обслуживаются одним механиком, и срок поездки у него часто намного больше — от 6 месяцев до года.
Температуру в грузовых вагонах дежурный механик проверяет через каждые 4 часа дистанционно с помощью центральной телетермометрическойстанции («телестанции», «термостанции»), расположенной в служебном вагоне. Не реже чем через каждые 12 часов замеряют температуру наружного воздуха по термометрам, установленным с обеих сторон грузового вагона. Данные о фактической температуре наружного воздуха и в грузовых вагонах, о вентилировании, а также о работе оборудования записывают в рабочий журнал. На 5-вагонных секциях БМЗ температура в грузовых вагонах контролируется, кроме того, автоматически электронным самописцем (почти всегда не работающим), установленным в служебном вагоне. Датчики температуры расположены в грузовых помещениях.
Заводской ремонт РПС выполняется на специализированных вагоноремонтных заводах, а деповской — в рефрижераторных вагонных депо приписки этих вагонов. Для рефрижераторных вагонов ОАО «РЖД» установлена следующая периодичность ремонтов:
- заводской ремонт 1-го объёма выполняется через 8 лет после постройки или заводского ремонта 2-го объёма;
- заводской ремонт 2-го объёма — через 6 лет после первого заводского ремонта,
- деповской ремонт — через 150000 км пробега или два с половиной года

Таким образом, за срок службы РПС 28 лет он проходит один заводской ремонт 2-го объёма, два ремонта 1-го объёма и 14 деповских ремонтов. 

График подачи РПС в деповской ремонт составляет депо приписки и утверждает Департамент вагонного хозяйства ОАО «РЖД» (ЦВ), а заводской — ЦВ и Главным управлением по ремонту подвижного состава и производству запасных частей (ЦТВР). Рефрижераторные вагоны, повреждённые на станции или подъездном пути, должна ремонтировать дорога, допустившая повреждение, если оно не превышает объёма текущего или деповского ремонта. Уведомление (форма ВУ-23) на перечисление вагонов в парк неисправных выдаёт начальник вагонного депо по месту повреждения на основании технического акта (форма ВУ-25), составленного на месте повреждения. Если повреждение может быть устранено только на вагоноремонтном заводе, вагоны направляют на завод по указанию службы вагонного хозяйства на основании акта (форма ВУ-25), уведомления (форма ВУ-23) и листка (форма ВУ-26). 

Норма простоя в деповском ремонте колеблется от 5 рабочих дней (для АРВ) до 11 (для 21 вагонного поезда), а в заводском ремонте 1-го объёма — от 15 до 30 суток. 

По окончании ремонта вагоны зачисляются в рабочий парк, основанием для чего служит уведомление (форма ВУ-36), выдаваемое станции заводом или депо, производившим ремонт, и подписанное заводским инспектором ЦВ или приёмщиком вагонов депо.

### Обслуживающие предприятия на территории России
В настоящее время все депо и эксплуатационные участки переданы в ОАО «Рефсервис» — филиал ОАО РЖД, и большинство успешно им ликвидированы (закрыты):
- Рефрижераторное вагонное депо «Троицк» филиал ОАО «Рефсервис» (год образования — 1969, мощность — 1800 вагонов) — Троицк (Челябинская область);
- Рефрижераторное вагонное депо «Тихорецкая» филиал ОАО «Рефсервис» (год образования — 1933, мощность — 2160 вагонов) — Тихорецк (Краснодарский край); Закрыто.
- Рефрижераторное вагонное депо «Уссурийск» филиал ОАО «Рефсервис» (год образования — 1943, мощность — 2120 вагонов) — Уссурийск (Приморский край); Закрыто
- Рефрижераторный эксплуатационный участок «Черепаново» филиал ОАО «Рефсервис» — Черепаново (Новосибирская область); Закрыто
- Рефрижераторное вагонное депо, позже эксплуатационный участок «Предпортовая» филиал ОАО «Рефсервис» — ст. Предпортовая (г. Санкт-Петербург); Закрыто
- восемь погрузочно-разгрузочных региональных центров — Санкт-Петербург, Калининград, Владивосток, Москва, Иркутск, Ростов-на-Дону, Екатеринбург и Новосибирск.

Рефрижераторные депо имеют цехи ремонта дизельного, холодильного, энергетического оборудования ГРПС, их кузовов и ходовых частей и др. Депо располагаются в районах массовой погрузки и выгрузки скоропортящихся грузов. К каждому рефрижераторному депо приписана часть парка ГРПС, обычно одного вида, и закреплённого штата механиков, сопровождающих ГРПС.
Эксплуатационный участок осуществляет экспедирование грузов, оказание услуг по организации охраны, сопровождению, декларированию грузов; производство и ремонт отдельных узлов и агрегатов, а также промышленного и транспортного оборудования; производство запасных частей для нужд ОАО «РЖД» и других организаций и другие непрофильные услуги.
Погрузочно-разгрузочные региональные центры (представительства ОАО «Рефсервис» на железных дорогах) оказывают комплекс услуг: договорная работа с клиентами; предоставление услуг по оформлению документов, приёму и выдаче грузов (заполнение комплектов перевозочных документов, оформление переадресовки грузов, предъявление грузов к перевозке на станциях отправления, выдача грузов на станции назначения); оказание услуг по доставке грузов со склада грузоотправителя на железнодорожную станцию и со станции на склад грузополучателя собственным или арендованным автомобильным транспортом; предоставление полного комплекса погрузочно-разгрузочных складских услуг (территориальный складской сервис, терминальный сервис для смешанных перевозок, краткосрочное хранение и сортировка грузов); предоставление информационных услуг (уведомление грузополучателей об отправке груза, отслеживание груза в пути следования, уведомление грузополучателя/грузоотправителя о подходе гружёного/порожнего автотранспорта, предоставление информации о пересечении грузов государственной границы, информирование грузополучателя/грузоотправителя о прибытии груза в порт, погрузке на борт судна и доставке к месту назначения); организация услуг по страхованию грузов; проведение расчётных операций за переработку грузов стивидорными компаниями, портами и пристанями.

## Современное состояние в России
Действовавшее в СССР государственное планирование поставок продовольственных грузов и система централизованного снабжения крупных городов и промышленных районов продуктами питания определили структуру парка изотермического подвижного состава в пользу большегрузного ГРПС. В советское время его доля составляла 81 %, на одиночные изотермические вагоны приходилось 19 %.
1 февраля 1994 года, принадлежащий МПС парк изотермических подвижных составов в количестве более чем 52 тысячи вагонов был поделён между бывшими союзными республиками. После его раздела в Российской Федерации сохранилось практически такое же соотношение групповых составов и одиночных вагонов, а именно 83 % и 17 %. Бывшим союзным республикам было передано более 23 тысяч изотермических вагонов, из которых 96 % рефрижераторных, включая 18 % АРВ и 4 % вагонов-термосов. Российским железным дорогам досталось 28 073 изотермических вагона, включая 4633 служебных и 23 340 грузовых вагонов, из которых 17 960 вагонов были в составе 5-вагонных рефрижераторных секций, 4574 автономных рефрижераторных вагонов и вагонов-термосов. Остальные 974 — вагоны-ледники, рефрижераторные поезда и 12-вагонные секции первых лет постройки. В середине 1990-х годов на Российских железных дорогах была упразднена база технического обслуживания автономных вагонов (ПТО АРВ), что привело к исключению из обращения 2902 АРВ, и доля ГРПС в отечественном парке составила 93 %.

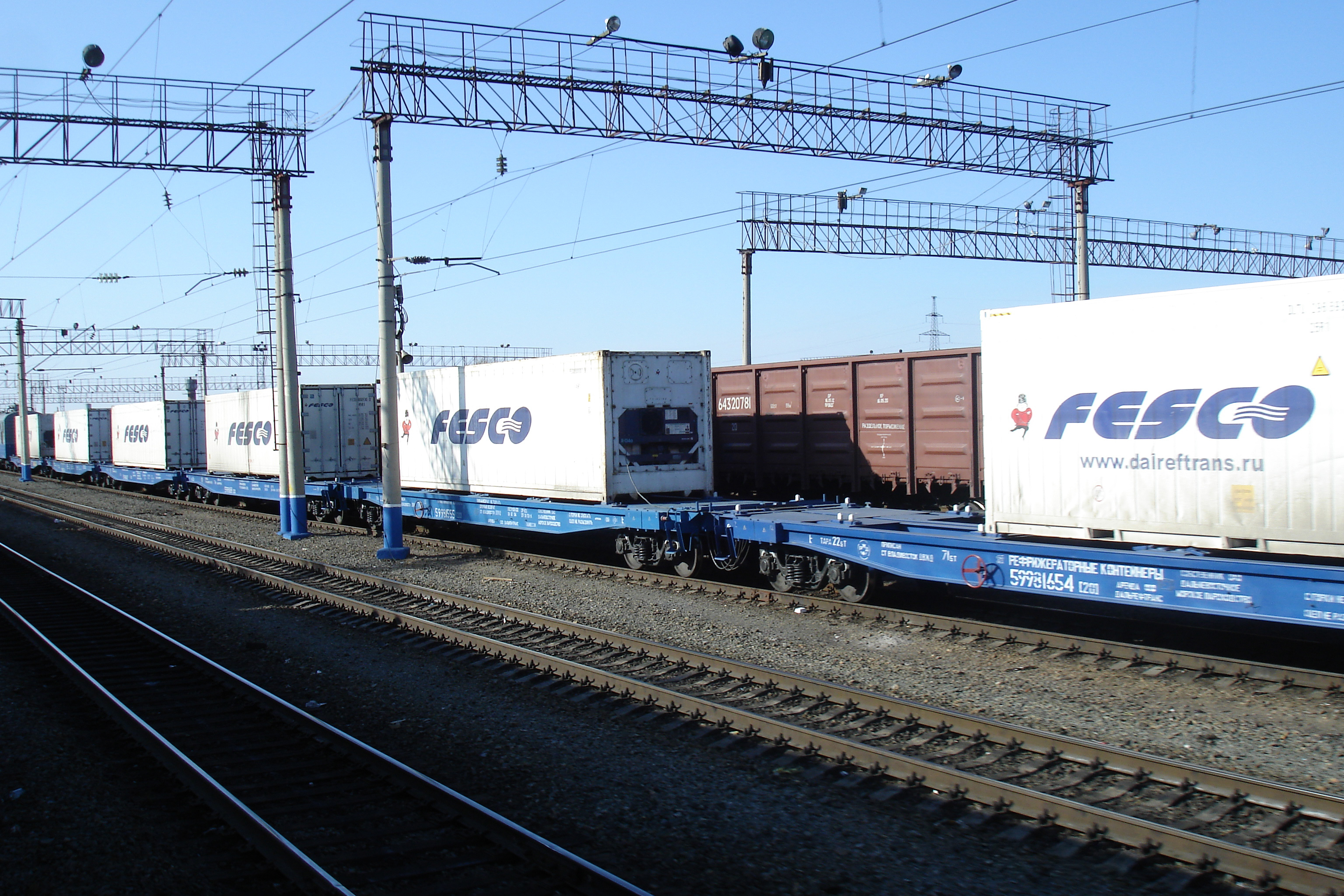
Рефрижераторные контейнеры на фитинговых платформах (станция Белогорск-2)

Несоответствие структуры парка изотермических вагонов потребностям грузоотправителей привело к отказу от использования ГРПС из-за необходимости накопления и реализации больших партий грузов (около 200 т), высоких тарифов на транспортировку и переходу на контейнерные перевозки (груз загружается в Рефрижераторный контейнер и перевозится на универсальной или фитинговой платформе — фото слева)
В 1996 г. вследствие сокращения объёма перевозок и невостребованности ГРПС образовался избыток секций до 9 тыс. вагонов при остром недостатке одиночных вагонов. По ценам 1996 г. расходы на содержание одного вагона достигали 193 тысяч рублей в сутки.
Для сокращения расходов на содержание ГРПС и повышения эффективности его использования Коллегия МПС Российской Федерации постановлением от 28 февраля 1996 года и указанием МПС от 28 марта 1996 г. № С-2570 потребовала привести парк изотермических вагонов в соответствие с предстоящим объёмом перевозимых грузов. Для этого было решено исключить из инвентаря все вагоны в составе 5-вагонных секций с полностью начисленной (на 1 января 1996 г.) амортизацией, из оставшихся 5-вагонных секций направить в запас МПС (холодный отстой) дополнительное количество вагонов с максимальным сроком службы и довести общее их число в холодном отстое до 4760 единиц (с учётом ранее отставленных), а также переоборудовать обеспечивающие безопасность движения грузовые вагоны из числа исключаемых и отставленных в холодный отстой для использования в режиме «термос» с перенумерацией их в прочие.

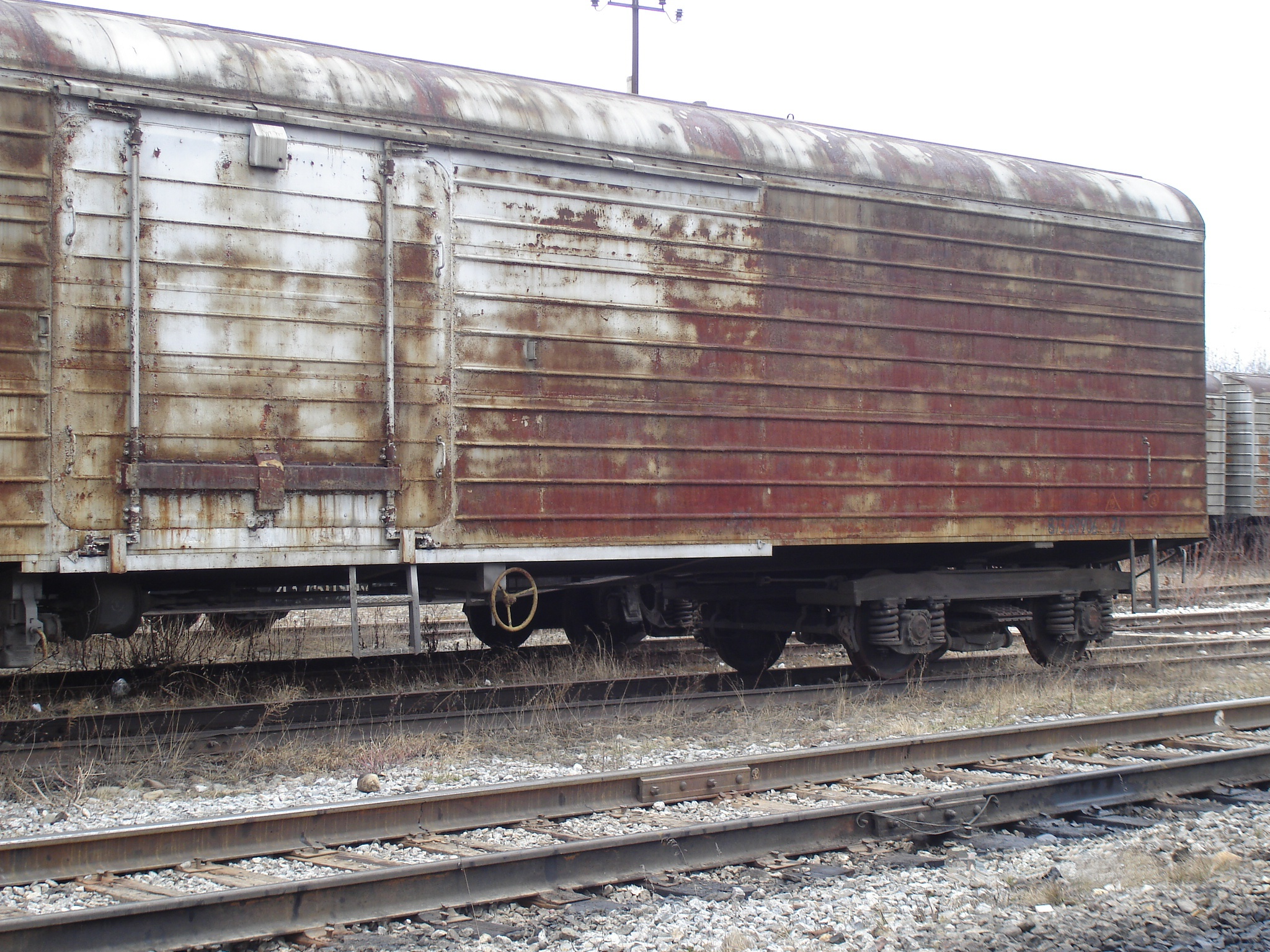
Рефсекции, поставленные в середине 1990-х годов в запас. (ст. Ургал-1 ДВЖД)

В 1997 году в соответствии с решением расширенного заседания Коллегии МПС Российской Федерации от 19 мая 1997 года и во исполнение указания МПС РФ от 16 июня 1997 года было создано государственное унитарное предприятие «Рефсервис МПС» (ГУП «Рефсервис МПС»). В ГУП «Рефсервис МПС» был передан весь рефрижераторный подвижной состав, числящийся на балансе железных дорог, в том числе и в холодном отстое. Переоборудование грузовых вагонов рефрижераторных поездов для перевозки в режиме «термос» началось в 1997 году.
По состоянию на первое полугодие 2003 г. инвентарный парк ГУП «Рефсервис МПС» состоял из 17 198 вагонов, из которых 8166 (47,5 %) составляли грузовые вагоны и 2683 (15,6 %) служебные 5-вагонных секций (всего 63 %), 476 — АРВ и АРВ-Э (2,8 %), 1196 — вагоны-термосы (7 %), 4159 — ИВ-термосы (24 %) и 516 — вагоны для перевозки сахара (вагоны секций с демонтированной теплоизоляцией). Законсервировано 4410 грузовых и служебных вагонов (25,6 %) и 133 АРВ и АРВ-Э. В эксплуатации находились все вагоны-термосы, ИВ-термосы, вагоны для перевозки сахара, 4335 вагонов-секций (25,2 %) и 272 АРВ и АРВ-Э (менее 2 %). Остальные 6720 вагонов (39 %) числились в горячем запасе. 

Таким образом, за период с 1 февраля 1994 г. по 1 февраля 2003 г. (за 9 лет) инвентарный парк изотермических вагонов сократился на 9901 вагон, из которых было списано 8844 вагона и 1057 вагонов продано заинтересованным организациям. Из оставшегося парка 4159 вагонов было переоборудовано в ИВ-термосы и 516 — в вагоны для перевозки сахара.
В результате структура парка изотермических вагонов изменилась. Уменьшилось количество секций на 11 676 вагонов (51,84 %), АРВ и АРВ-Э — на 2875 вагонов (86 %) и вагонов-термосов — на 27 вагонов (2,2 %). 

После списания вагонов по сроку службы и переоборудования в ИВ-термосы средний возраст оставшихся изотермических вагонов в 1994 г. составлял около 10 лет. В 2005 г. их средний возраст повысится до 21 года. К началу 2010 г. закончится срок службы почти всех АРВ и секций ЦБ-5 постройки завода Дессау и у 70 % 5-вагонных секций БМЗ (в последние годы постройки нормативный срок службы изотермических вагонов был сокращён до 25 лет). Практически в 2010 г. в изотермическом парке вагонов останется 1196 вагонов-термосов и 2500 грузовых вагонов-секций, всего 3646 грузовых вагонов, что в 2,7 раза меньше парка вагонов, находившихся в эксплуатации в 2003 г. В 2015 г. закончится срок службы всех ГРПС и вагонов-термосов. 

По состоянию на 1 февраля 2003 г. парк ГРПС составлял 65 %, а ОИВ — 35 % (без учёта вагонов для перевозки сахара, которые после демонтирования теплоизоляции отнесены к обычным крытым вагонам). 

28 декабря 2005 года путём реформирования филиала «Рефсервис» ОАО РЖД было создано дочернее общество ОАО «РЖД» в области перевозок грузов в изотермическом подвижном составе ОАО «Рефсервис». В 2007 году парк вагонов общества составлял более 6,6 тысяч вагонов.

Чертёж грузового вагона рефрижераторной секции БМЗ

## Применение рефрижераторных вагонов в мире

### Северная Америка

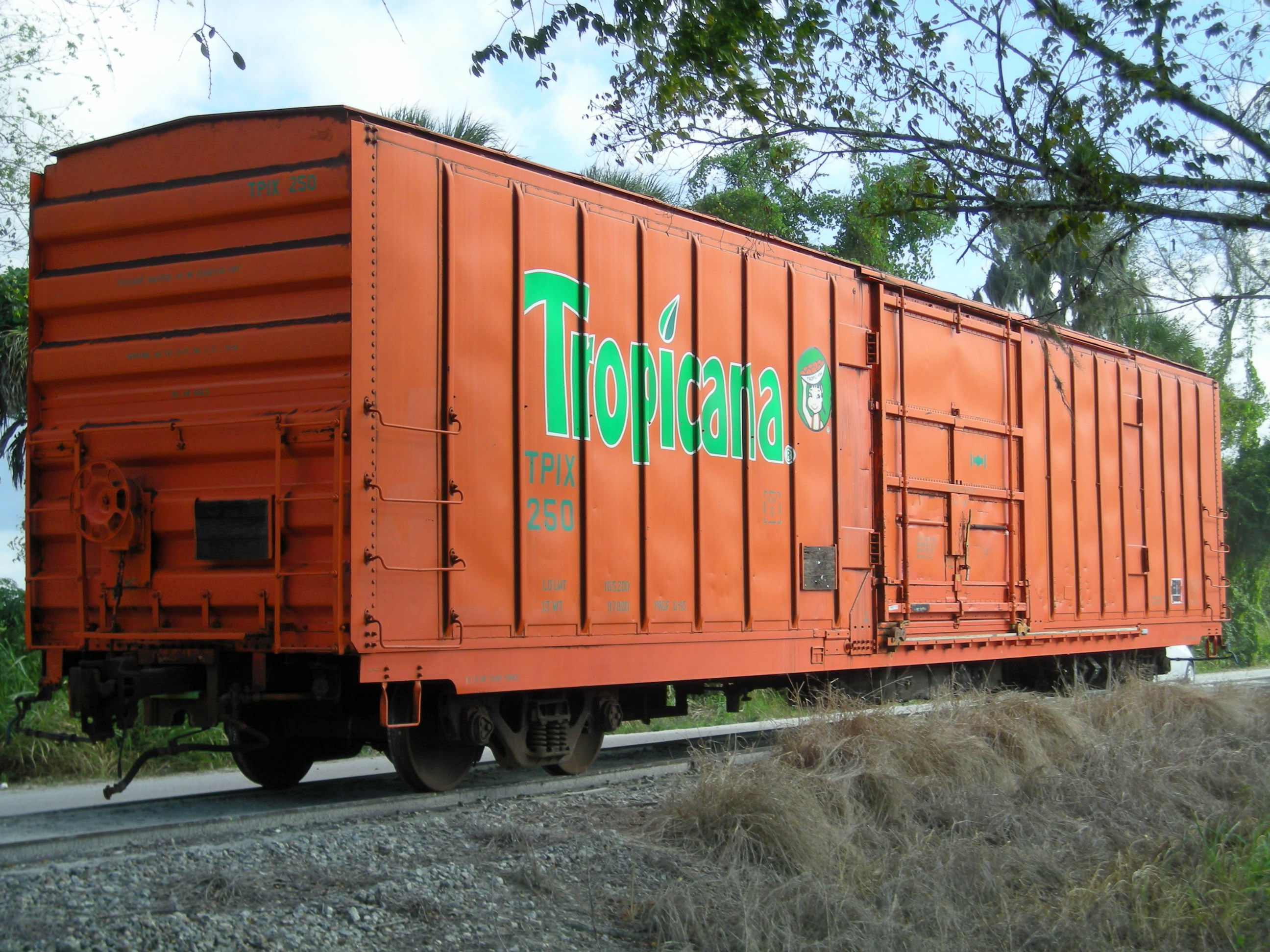
Вагон Juice Train

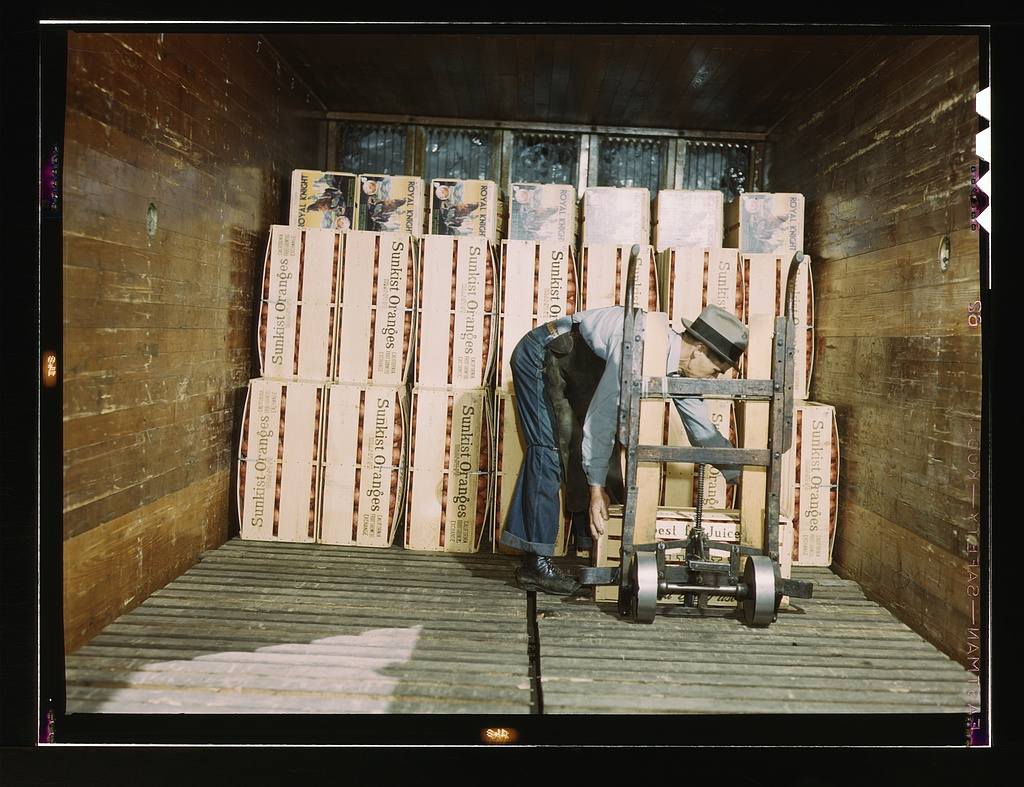
Загрузка апельсинов в вагон

Исходя из особенностей климата США, сложилось так, что овощеводство, картофелеводство и садоводство сосредоточены преимущественно в западной части США, в частности, в штате Калифорния. Тут, в районе субтропического климата, выращивают томаты, цитрусовые, виноград, фрукты и овощи. Вторым районом садоводства и овощеводства является Флорида. А вот потребляют фрукты и овощи, а также другие скоропортящиеся продукты по всей стране.
Изотермический и рефрижераторный подвижной состав активно использовался в США начиная со второй половины XIX века и вплоть до 1970-х годов, когда железные дороги уступили перевозку пассажиров реактивной авиации, а перевозку грузов — автомобильному транспорту. Пик снижения перевозок холодильным транспортом по железной дороге пришёлся в США на 2001 год. Однако в пору расцвета перевозок существовало более дюжины железнодорожных компаний, специализировавшихся на перевозках различных продуктов питания (фрукты, овощи, мясо, рыба и морепродукты) от мест производства и продажи к местам массового потребления (крупным городам и агломерациям — Нью-Йорк, Лос-Анджелес, Чикаго). Среди транспортных компаний США: Armour Refrigerator Line, Fruit Growers Express, Railway Express Agency. Существовали даже трансконтинентальные поезда-экспрессы специально для перевозки скоропортящихся продуктов через всю страну в возможно короткие сроки: Juice Train, «Fresh Express». Первый такой экспресс отправился в дорогу ещё в 1886 году.

## Интересный факт

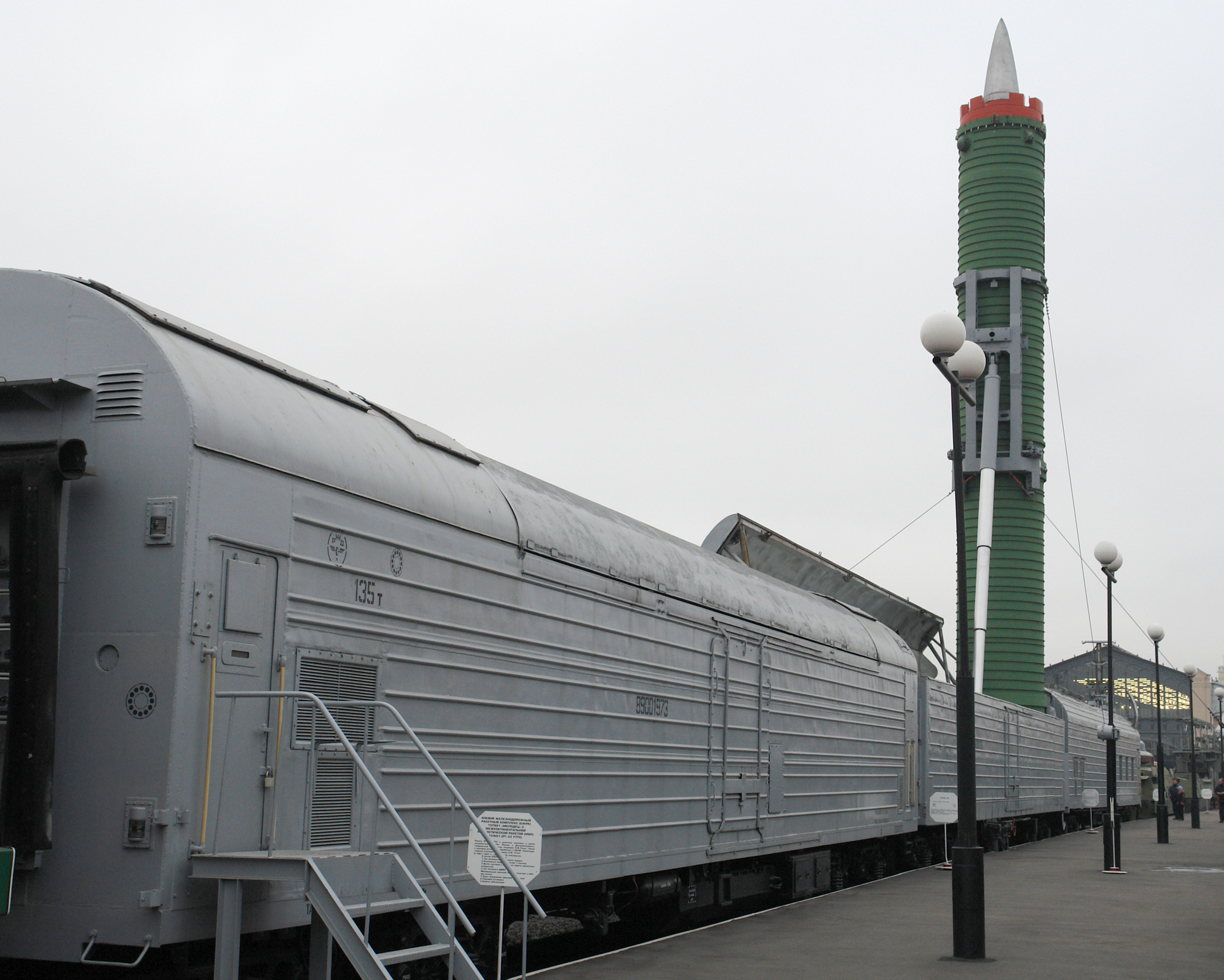
БЖРК «Молодец» в жд музее Санкт-Петербурга

- Боевой железнодорожный ракетный комплекс «Мо́лодец» был замаскирован под секцию рефрижераторных вагонов.